# Prinz (kráter)

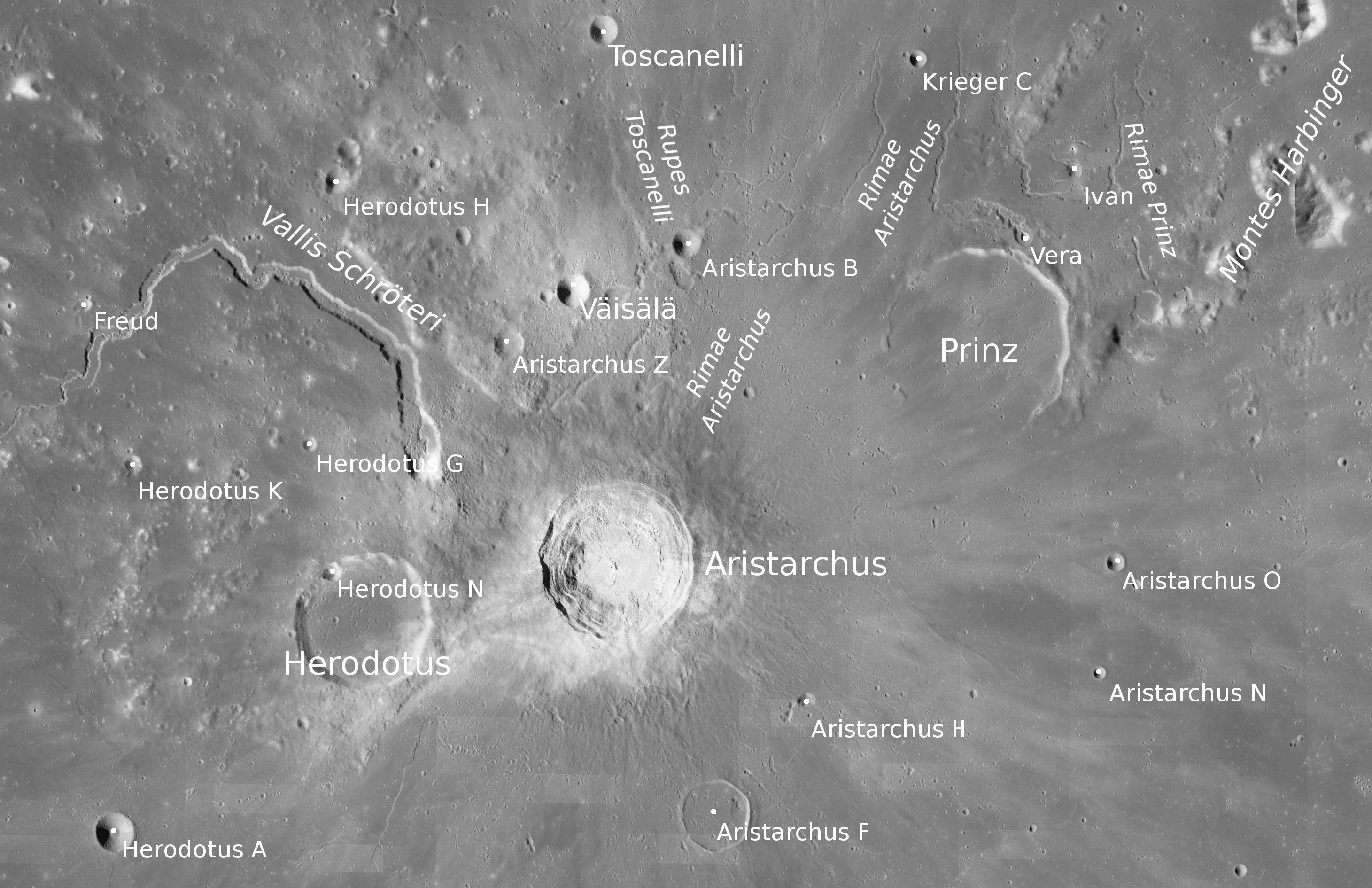
Kráter Prinz a okolí.

Prinz je zbytek lávou zatopeného impaktního kráteru nacházející se ve východní části měsíční moře Oceanus Procellarum (Oceán bouří) na přivrácené straně Měsíce. Má průměr 47 km. Z jeho okrajového valu se zachovala pouze část, na jihozápadě je otevřen do Oceánu bouří. Severovýchodní část se zvedá maximálně do výšky 1 km a těsně sousedí s pohořím Montes Harbinger. Severoseverozápadně leží kráter Krieger s celou skupinou menších kráterů, jihozápadně dominanta oblasti, kráter Aristarchus. Na severu se vine soustava brázd Rimae Prinz, v jejíž blízkosti lze nalézt jednoduché krátery Ivan a Vera (dříve satelitní Prinz B resp. Prinz A).

## Název
Pojmenován je podle německého selenografa Wilhelma Prinze, autora srovnávacích studií zemského a měsíčního povrchu.

## Dřívější satelitní krátery
| Kráter | Původní název | Sel. šířka | Sel. délka | Průměr | Původ názvu           |
| ------ | ------------- | ---------- | ---------- | ------ | --------------------- |
| Ivan   | Prinz B       | 26,9° S    | 43,3° Z    | 4 km   | ruské mužské jméno    |
| Vera   | Prinz A       | 26,3° S    | 43,7° Z    | 2 km   | latinské ženské jméno |